# عملية فارسيتي

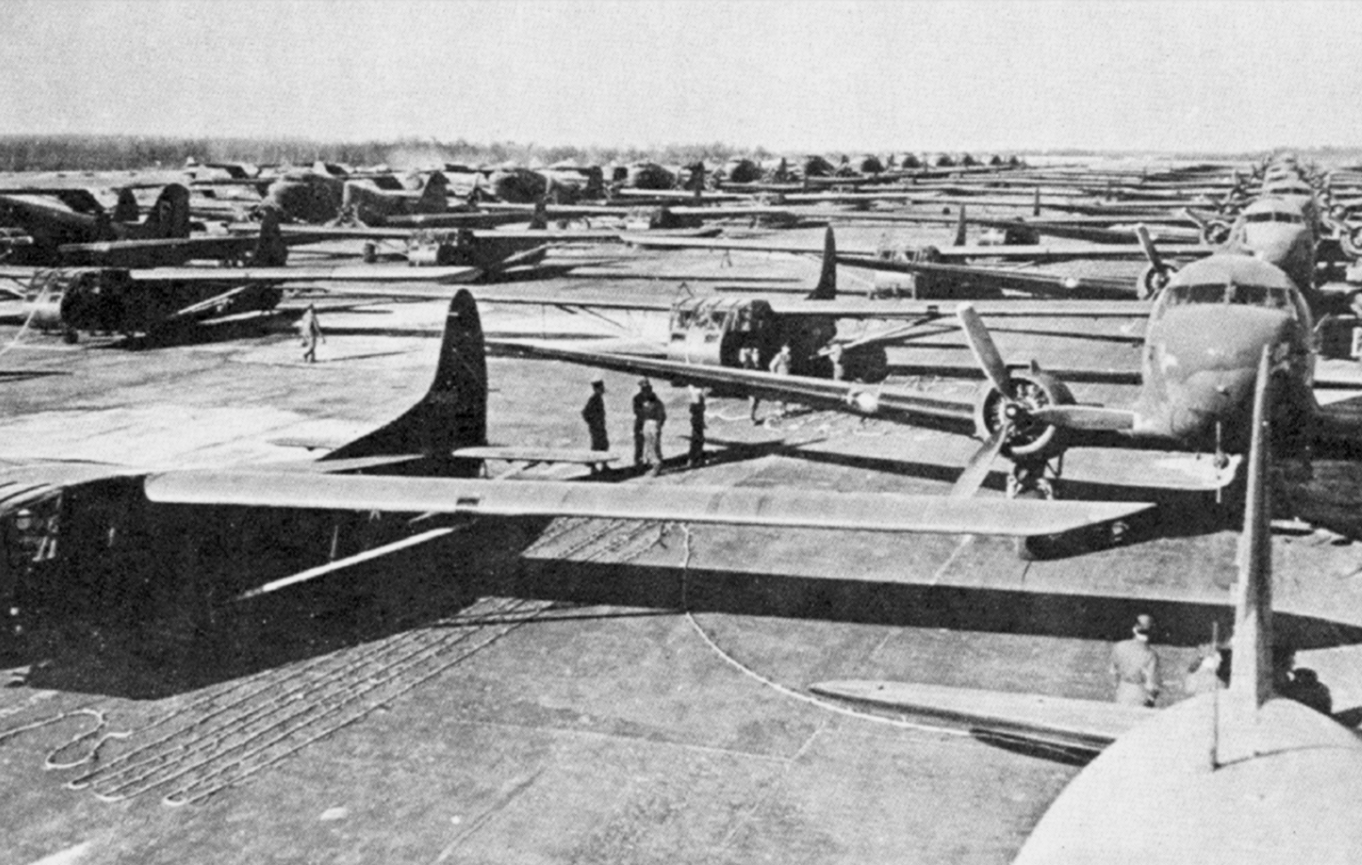
صور لسرب طائرات السي-47و السي جي-4 أس قبل الإقلاع في يوم 24 أذار 1945

عملية فارسيتي (بالإنجليزية Operation Varsity) وهي إحدى العمليات المحمولة جوا تمت بواسطة إنزال مظليين حدثت في نهاية الحرب العالمية الثانية في مدينة فيسيل الألمانية التي تقع بالقرب من حدود بلجيكا ووقعت مابين 24 - 27 أذار - مارس من سنة 1945 مابين قوات الحلفاء المتمثلة بالولايات المتحدة , بريطانيا العظمى و كندا ومابين قوات ألمانيا النازية وذلك بهدف تشكيل رأس جسر في فيسيل على نهر الراين وأنتهت المعركة بانتصار قوات الحلفاء. قدرت أعداد قوات الحلفاء مايقرب 16870 مقتلا بينما قدرت أعداد الجيش الألماني المشترك في المعركة مايقرب من 8000 مقاتل وقدرت الخسائر البشرية في تلك المعركة مابين 2,378-2,700 بالنسبة لقوات الحلفاء وبينما لم تعرف خسائر الجيش الألماني حيث تم أسر مايقرب 3,500 جندي ألماني. تعد عملية فارسيتي أكبر عملية محمولة جوا في التاريخ تجري في يوم واحد وبمكان واحد .